# Bataille de South Mountain
Guerre de Sécession
Batailles
Théâtre oriental
- Virginie-occidentale
- Manassas
  - 1re Bull Run
- 1re Virginie Septentrionale
- Burnside Expedition
- Péninsule
- Sept Jours
  - Gaines's Mill
  - Malvern Hill
- 1re Shenandoah valley
- 2de Virginie Septentrionale
  - 2de Bull Run
- Maryland
  - Antietam
- Fredericksburg
- Tidewater
- Chancellorsville
  - Chancellorsville
- Pennsylvanie
  - Gettysburg
- Bristoe
- Mine Run
- Campagne terrestre
  - Wilderness
  - Spotsylvania
  - Cold Harbor
- Bermuda Hundred
- 2de Shenandoah valley
  - Opequon
  - Cedar Creek
- Petersburg
- 1re Wilmington
- 2de Wilmington
- Appomattox
  - 3e Petersburg
  - Sayler's Creek
  - Appomattox C.H.

Théâtre occidental
- East Kentucky
- Shiloh
  - Fort Henry
  - Fort Donelson
  - Shiloh
- Kentucky
- Raid de Newburgh
  - Perryville
- Stones River
  - Murfreesboro
- Vicksburg
  - Champion Hill
  - Vicksburg
- Raid de Morgan
- Raid de Hines
- Tullahoma
- Chickamauga
- Chattanooga
- Knoxville
- Raid Forrest
- Atlanta
- Franklin-Nashville
- Savannah
- Carolines
  - Bentonville
- Raid de Wilson

Théâtre Trans-Mississippi
- Arizona confédéré
  - 1re Messilla
- Missouri
  - Wilson's Creek
- Territoire indien
- Trail of Blood on Ice
- Nouveau-Mexique
- Boston Mountains
- Pea Ridge
- 1re Texas
- Little Rock
- 2de Texas
- Camden
- Red River
- Raid de Price
- Palmito Ranch

Théâtre du bas littoral et approche du golfe
- Fort Sumter
- Blocus de l'Union
- 1re Bayou Teche
- Mississippi valley
  - Port Hudson
- Charleston
- 2de Bayou Teche
- Mobile Bay
- Mobile

- Mile Hill
- Harpers Ferry
- South Mountain
- Antietam
- Shepherdstown
- Chambersburg
- Unison

La bataille de South Mountain est une bataille de la guerre de Sécession qui a eu lieu le 14 septembre 1862 près de Boonsboro, dans le Maryland.

## Déroulement
Le 14 septembre 1862, George McClellan des forces Nordistes veut se frayer un chemin au travers du col de Turner's Gap (en) pour acculer Lee contre le Potomac. À midi, il lance deux corps d'armée sous les ordres de Burnside contre la division confédérée de D.H. Hill, soutenue un peu plus tard par celle de Longstreet. 
La bataille s'arrête avec la nuit. Les Sudistes, débordés au nord par le corps de Hooker, sont contraints à la retraite. La victoire est nordiste, mais la résistance acharnée de D.H. Hill a permis à Lee de rassembler ses forces en prévision de la bataille d'Antietam du 17 septembre 1862.

## Sources
- (en) Cet article est partiellement ou en totalité issu de l’article de Wikipédia en anglais intitulé « Battle of South Mountain » (voir la liste des auteurs).